# Porcellanopagurus truncatifrons
Porcellanopagurus truncatifrons is een tienpotigensoort uit de familie van de Paguridae. De wetenschappelijke naam van de soort is voor het eerst geldig gepubliceerd in 1981 door Takeda.